# Sarah Chaari
Sarah Chaari (Charleroi, 2 de mayo de 2005) es una deportista belga que compite en taekwondo.
Participó en los Juegos Olímpicos de París 2024, obteniendo una medalla de bronce en la categoría de –67 kg.
Ganó una medalla de oro en el Campeonato Mundial de Taekwondo de 2022 y dos medallas en el Campeonato Europeo de Taekwondo, en los años 2022 y 2024. En los Juegos Europeos de Cracovia 2023 consiguió una medalla de oro en la categoría de –62 kg.

## Palmarés internacional
| Juegos Olímpicos   | Juegos Olímpicos         | Juegos Olímpicos  | Juegos Olímpicos |
| Año                | Lugar                    | Medalla           | Categoría        |
| ------------------ | ------------------------ | ----------------- | ---------------- |
| 2024               | París (Francia)          | Medalla de bronce | –67 kg           |
| Campeonato Mundial |                          |                   |                  |
| Año                | Lugar                    | Medalla           | Categoría        |
| 2022               | Guadalajara (México)     | Medalla de oro    | –62 kg           |
| Juegos Europeos    |                          |                   |                  |
| Año                | Lugar                    | Medalla           | Categoría        |
| 2023               | Krynica-Zdrój (Polonia)  | Medalla de oro    | –62 kg           |
| Campeonato Europeo |                          |                   |                  |
| Año                | Lugar                    | Medalla           | Categoría        |
| 2022               | Mánchester (Reino Unido) | Medalla de bronce | –62 kg           |
| 2024               | Belgrado (Serbia)        | Medalla de oro    | –67 kg           |